# Erwin Gräf
Erwin Gräf (* 16. Februar 1914 in Hückeswagen; † 3. Februar 1976 in Tübingen) war ein deutscher Islamwissenschaftler, Orientalist und Semitist. Er gilt als einer „der bedeutendsten Kenner des islamischen Rechts“.

## Leben
Gräf studierte von 1932 bis 1937 an der Universität Bonn Orientalistik, Theologie, Religionswissenschaft und Philosophie. Zum 1. Mai 1937 trat er der NSDAP bei (Mitgliedsnummer 4.600.808). Auf das Rigorosum folgend wurde er zum Wehrdienst eingezogen. 1941 qualifizierte er sich an der Dolmetscher-Lehrabteilung des Oberkommandos der Wehrmacht als Dolmetscher für Arabisch, Persisch und Türkisch. Während des Krieges verbrachte er anderthalb Jahre auf der Krim. 1946 wurde er aus sowjetischer Kriegsgefangenschaft entlassen. 1948 wurde er an der Universität Bonn bei Wilhelm Heffening mit der Dissertation Das Gerichtswesen der heutigen Beduinen promoviert.
1951 wurde Gräf Assistent am Orientalischen Seminar der Universität Köln. 1955 erfolgte dort die Habilitation für Islamwissenschaft und Semitistik. 1959 wurde er Diätendozent, 1960 außerplanmäßiger Professor. 1964 übernahm er in Nachfolge von Werner Caskel den Lehrstuhl für Orientalische Philologie an der Universität Köln. Einem früheren Ruf nach Erlangen kam er nicht nach, auch ein späterer Versuch Gustav Edmund von Grunebaums, ihn ans Middle East Center in Los Angeles zu bringen, blieb erfolglos.
Mit Ernst Klingmüller und Abdoldjavad Falaturi arbeitete er auf dem Gebiet des islamischen Rechts und der Schia zusammen.

## Publikationen (Auswahl)
Monographien
- Das Rechtswesen der heutigen Beduinen (= Beiträge zur Sprach- und Kulturgeschichte des Orients. Band 5). Verlag für Orientkunde, Walldorf/Hessen 1952 (= Dissertation).
- Die Geschichte eines Chan's in Smyrna. Eine wirtschaftsgeschichtliche Studie (= Schriften der Max Freiherr von Oppenheim-Stiftung. Heft 1). Harrassowitz, Wiesbaden 1955.
- Jagdbeute und Schlachttier im islamischen Recht. Eine Untersuchung zur Entwicklung der islamischen Jurisprudenz (= Bonner orientalistische Studien. Neue Serie, Band 7). Orientalistisches Seminar der Universität Bonn, Bonn 1959.

Aufsätze
- Gerichtsverfassung und Gerichtsbarkeit im islamischen Recht. In: Zeitschrift für Vergleichende Rechtswissenschaft 58 (1956), S. 48–78.
- Probleme der Todesstrafe im Islam. In: Zeitschrift für Vergleichende Rechtswissenschaft 59 (1957), S. 83–122.
- Von Wesen und Werden des islamischen Rechts. In: Bustan II (1960), S. 10–21.
- Die Todesstrafen des islamischen Rechts. In: Bustan Heft 4/1962, S. 8–22 und Heft 1/1965, S. 9–22.
- Religiöse und rechtliche Vorstellungen über Kriegsgefangene im Islam und Christentum. In: Die Welt des Islams, Band 8 (1963), Heft 3, S. 89–139.
- Die Übertragbarkeit abendländischer Staatsordnungen auf islamische Länder. In: Die Welt des Islams, Band 10 (1966), Heft 3, S. 131–163.
- Die neue Auffassung der muslimischen Familie in der modernen iranischen Gesetzgebung betreffs Ehe, Scheidung und Erbfolge. In: Ernst von Caemmerer und Konrad Zweigert (Hrsg.): Deutsche Landesreferate zum VII. Internationalen Kongreß für Rechtsvergleichung in Uppsala 1966. Max-Planck-Institut für ausländisches und internationales Privatrecht. De Gruyter, Berlin 1967, S. 59–79.
- Die Stellungnahme des islamischen Rechts zu Geburtenregelung (tanẓīm al-nasl) und Geburtenbeschränkung (taḥdīd al-nasl) . In: Wilhelm Hoenerbach (Hrsg.): Der Orient in der Forschung. Festschrift für Otto Spies zum 5. April 1966. Harrassowitz, Wiesbaden 1967, S. 208–232.
- Zur Begegnung von Christentum und Islam. In: Erwin Gräf (Hrsg.): Festschrift Werner Caskel. Zum 70. Geburtstag, 5. März 1966, gewidmet von Freunden und Schülern. Brill, Leiden 1968, S. 121–144.
- Vom Geist islamischen Rechts. In: Fritz Hauss und Reimer Schmidt (Hrsg.): Festschrift für Ernst Klingmüller. Verlag Versicherungswirtschaft, Karlsruhe 1974, S. 115–144.
- Recht und Sprache im Islam. In: Zeitschrift für Vergleichende Rechtswissenschaft 74 (1974), S. 66–123.
- Auffassungen vom Tod im Rahmen islamischer Anthropologie. In: Johannes Schwartländer (Hrsg.): Der Mensch und sein Tod. Vandenhoeck & Ruprecht, Göttingen 1976, S. 126–145.
- mit Abdoldjavad Falaturi: Brauch/Sitte und Recht in der traditionellen islamischen Jurisprudenz. In: Reinhard Mey (Hrsg.): Beiträge zu islamischem Rechtsdenken (= Studien zu nichteuropäischen Rechtstheorien. Band 2). Steiner-Verlag-Wiesbaden-GmbH, Stuttgart 1986, S. 29–45.